# Zona 103
Zona 103 (estilizado Zona103) fue un programa radial dedicado a difundir el rock peruano. Fue emitido entre 1999 y 2003. Se transmitió a través de Radio Nacional, y su creador y conductor fue el periodista peruano Juan Carlos Guerrero.
La popularidad del programa generó una audiencia calculada en un millón de oyentes en todo el Perú. Zona103 se caracterizó por unificar en sus transmisiones, por primera vez, todas las vertientes del rock hecho en el Perú. Por ello se convirtió en la ventana de difusión más importante del rock peruano en los últimos 40 años de radiodifusión en el Perú.
Fue el primer programa de Perú en transmitir conciertos de rock en vivo y en directo para todo el país desde el desaparecido auditorio de Radio Nacional del Perú. Además se convocó el especial Nacional sale a la calle, un evento que reunió la escena a lado de 12 mil personas.
El programa finalizó en 2002. Según señaló Piero Bustos en su libro Escalera al infierno, la cancelación se debió a diferencias con la nueva administración de la radio durante el gobierno de Alejandro Toledo.